# براد ليلاند
براد ليلاند (بالإنجليزية: Brad Leland)‏ هو ممثل أمريكي، ولد في 15 سبتمبر 1954 في الولايات المتحدة.

## أعمال

### أفلام
- (2004) أضواء ليلة الجمعة

## وصلات خارجية
- براد ليلاند على موقع IMDb (الإنجليزية)
- براد ليلاند على موقع قاعدة بيانات الفيلم (الإنجليزية)